# Carlos Spencer
Carlos Spencer (Levin, Nova Zelanda, 14 d'octubre de 1975) és un entrenador i antic jugador de rugbi neozelandès.